# Frontière entre le Danemark et le Royaume-Uni
La frontière entre le Danemark et le Royaume-Uni est entièrement maritime et divisée en deux parties : la première se situe en mer du Nord, entre le Royaume-Uni et le Danemark métropolitain, et la seconde se situe entre la mer de Norvège et l'océan Atlantique, séparant le Royaume-Uni des îles Féroé.

## Frontière en mer du Nord
La première frontière mesure à peine 20km de long et elle se situe en plein milieu de la mer du Nord. A cet endroit, on trouve également au Sud un petit segment qui constitue la Frontière entre l'Allemagne et le Royaume-Uni.
Au Nord, il y a la Frontière entre la Norvège et le Royaume-Uni et plus au Sud, la Frontière entre les Pays-Bas et le Royaume-Uni.
Le accord bilatéral sur la délimitations du plateau continental est signé le 3 mars 1966. Il établit deux points de référence:
- Point 1  : 56° 05′ 12″ N, 3° 15′ 00″ E, tripoint Norvège—Danemark—Royaume-Uni
- Point 2  : 55° 50′ 06″ N, 3° 24′ 00″ E, tripoint Allemagne—Danemark —Royaume-Uni

Les coordonnées du tripoint avec l'Allemagne fera l'objet d'une rectification dans un second accord le 25 novembre 1971.

## Frontière en mer de Norvège
La frontière en mer de Norvège a pour objet de délimité la Zone économique exclusive des îles Féroé. Cette frontière a fait l'objet d'un double-accord avec le gouvernement du Danemark et le gouvernement local des îles Féroé le 18 mai 1999
- Point A : 63° 53′ 14,93″ N, 0° 29′ 19,55″ O
- Point B : 63° 40′ 40″ N, 0° 47′ 37″ O
- Point C : 61° 59′ 16″ N, 3° 03′ 13″ O
- Point D : 61° 52′ 09″ N, 3° 11′ 37″ O
- Point E : 61° 21′ 39″ N, 3° 47′ 47″ O
- Point F : 61° 07′ 41″ N, 3° 59′ 30″ O
- Point G : 61° 04′ 29″ N, 4° 02′ 19″ O
- Point H : 61° 02′ 48″ N, 4° 03′ 45″ O
- Point I : 60° 55′ 01″ N, 4° 10′ 23″ O
- Point J : 60° 51′ 51″ N, 4° 13′ 54″ O
- Point K : 60° 47′ 45″ N, 4° 18′ 26″ O
- Point L : 60° 24′ 07″ N, 4° 44′ 10″ O
- Point M à Q : uniquement en ETRS89
- Point R : 60° 02′ 53″ N, 11° 16′ 20″ O
- Point S : 60° 07′ 21″ N, 12° 17′ 30″ O
- Point T : 60° 09′ 05″ N, 13° 16′ 05″ O

Une zone de pêche est également défini.